# Амелі Нотомб
Амелі Нотомб (фр. Amélie Nothomb; 9.07.1966, м. Еттербек) — бельгійська письменниця, що пише французькою.

## Біографія
Амелі (Фаб'єнн Клер) Нотомб народилася в 1966 році в бельгійському місті Еттербек. Через роботу батька, Патріка Нотомба, який був дипломатом, в дитинстві Амелі довелося пожити в Японії (1968-1972). В той час її батько був генеральним консулом Бельгії в місті Осака. Згодом Амелі якийсь час проживала в Китаї, США, Лаосі, Бірмі та Бангладеші. Її екзотичне дитинство залишило значний відбиток у творчості письменниці.
Прибувши до Бельгії, Нотомб вступає на відділення романських мов у Вільному університеті Брюсселя. Через п'ять років Амелі їде на роботу в Токіо. Але невдовзі розуміє, що нова робота — зовсім не те, про що мріяла молода письменниця. Цей досвід втілений у її знаменитому романі «Подив і тремтіння», відзначеному Великою премією Французької академії за роман (1999).
1992 року вона повертається до Бельгії й невдовзі публікує в паризькому видавництві «Альбен Мішель» свій перший роман «Гігієна вбивці», який зразу зробив її відомою письменницею. Відтоді Нотомб змогла повністю присвятити себе літературній творчості.
Амелі Нотомб щороку публікує новий роман. З 23 романів, опублікованих до 2015 року, принаймні 5 мають автобіографічний характер. Загалом автобіографічні риси є в більшості її творів. Так вже у першому романі "Гігієна вбивці" автобіографічним є епізод, коли героїня роману Леопольдина, бореться з проявами підліткової анорексії. Проте не всі події та колізії, що здаються автобіографічними, справді мають реальну основу. Амелі Нотомб через свої твори вибудовує власну фіктивну біографію, так зокрема в деяких творах та інтерв'ю вона стверджувала, що народилася в Японії (м. Кобе), тоді як реальним її місцем народження є містечко Еттербек у Бельгії.
Амелі Нотомб знана як майстер діалогів, чимало її творів написані від першої особи й стилізовані під переказ реальних подій.
Наразі Амелі Нотомб проводить більшу частину часу в Парижі, іноді відвідуючи своє брюссельське помешкання. Часом вона відвідує Японію.

## Твори
Романи
- Гігієна вбивці / L'hygiène de l'assasin (1992)
- Любовний саботаж / Le Sabotage amoureux (1993)
- Катилинарії / Les Catilinaires (1995)
- Пеплум / Péplum (1996)
- Замах / Attentat (1997)
- Ртуть / Mercure (1998)
- Подив і тремтіння / Stupeur et tremblements (1999)
- Метафизика труб / Métaphysique des tubes (2000)
- Косметика ворога / Cosmétique de l'ennemi (2001)
- Словник власних імен / Robert des noms propres (2002)
- Антихриста / Antéchrista (2003)
- Біографія голоду / Biographie de la faim (2004)
- Сірчана кислота / Acide sulfurique (2005)
- Щоденник Ластівки / Journal d'Hirondelle (2006)
- Токійська наречена / Ni d’Ève ni d'Adam (2007)
- Кодекс принца / Le Fait du Prince (2008)
- Зимова подорож / Le voyage d'hiver (2009)
- Форма життя / Une forme de vie, Albin Michel, 2010 (ISBN 978-2-226-21517-8)
- Убити батька / Tuer le père, Albin Michel, 2011 (ISBN 978-2-226-22975-5)
- Синя борода / Barbe bleue, Albin Michel, 2012 (ISBN 978-2-226-24296-9)
- Щаслива ностальгія / La Nostalgie heureuse, Albin Michel, 2013 (ISBN 978-2-226-24968-5)
- Петронілла / Pétronille, Albin Michel, 2014 (ISBN 978-2-226-25831-1)
- Злочин графа Невіля / Le Crime du comte Neville, Albin Michel, 2015 (ISBN 978-2-226-31809-1)
- Riquet à la houppe, Albin Michel, 2016 ISBN 978-2-226-32877-9.
- Бийся, серце! / Frappe-toi le cœur, Albin Michel, 2017 ISBN 978-2-226-39916-8[4].
- Безстатеві імена / Les Prénoms épicènes, Albin Michel, 2018ISBN 978-2-226-43734-1[5].
- Спрага / Soif, Albin Michel, 2019 ISBN 978-2-226-44388-5[6] · [7].
- Аеростати / Les Aérostats, Albin Michel, 2020 (ISBN 978-2-226-45408-9)
- Перша кров / Premier Sang, Albin Michel, 2021 (ISBN 978-2-226-46538-2)
- Книга сестер / Le Livre des sœurs, Albin Michel, 2022 (ISBN 978-2-226-47636-4)
- Психопомп / Psychopompe, Albin Michel, 2023 (ISBN 9782226485618)

Оповідання і казки
- Трохи китайська легенда / Légende un peu chinoise (1993) (казка)
- Таємниця вищої міри / Le Mystère par excellence (1999)
- Блискучий, як каструля / Brillant comme une casserole (2000) (казка)
- Аспірин / Aspirine (2001)
- Без імені / Sans nom (2001)
- Входження Христа в Брюссель / L'Entrée du Christ à Bruxelles (2004)
- Паризькі печериці / Les Champignons de Paris ", оповідання, що було надруковане в Charlie Hebdo 4 липня та 29 серпня 2007 року.
- Чорниці / Les myrtilles, 2011

П'єси
- Паливо / Les Combustibles (1994)

## Українські переклади
Лариса Федорова переклала українською роман Амелі Нотомб «Саботаж кохання [Архівовано 11 травня 2017 у Wayback Machine.]», його опублікувало видавництво «Port-Royal» (Київ) у 2004 році. Роман відзначено премією Григорія Сковороди.
У 2017 році у «Видавництві Старого Лева» вийшла книжка «Подив і тремтіння» у перекладі Віктора Шовкуна.
2019 року українською вийшов один із найвідоміших романів Нотомб — «Токійська наречена» у перекладі Павла Мигаля.

## Нагороди
- 1993 — за роман «Гігієна вбивці» — премія Рене Фалле (Франція).
- 1995 — за роман «Катилінарії» — приз журі премії Жана Жіоно (Франція).
- 1996 — за роман «Катилінарії» — премія Roland-de-Jouvenel (Франція).
- 1999 — за роман «Подив і тремтіння» — Велика премія Французької академії за роман.
- 2007 — за роман «Токійська наречена» — премія «Прі де Флор» (Франція).
- 2008 — Велика премія Жана Жіоно за весь творчий доробок (Франція).
- 2008 — орден Корони (Бельгія)
- 2021 — за роман «Перша кров» — премія Ренодо (Франція).
- 2022 — за роман «Перша кров» — Премія Стрега (Італія).
- 2023 — премія Гемінґвея за весь творчий доробок (Італія).
- 2023 — премія європейської літератури Жана Моне (Франція) за роман «Книга сестер» і за весь творчий доробок.

## Адаптації
Екранізації
- «Гігієна вбивці» (1999)
- «Подив і тремтіння» (2003) режисера Алена Корно;
- «Токійська наречена» (2014)
- «Ідеальний ворог» (2022) за романом «Косметика ворога»

Театральні постановки в Україні
- Косметика ворога / Cosmétique de l'ennemi (2018), реж. Антон Меженін